# Luis Borda
Luis Borda (* 18. Juli 1955 in Lincoln, Provinz Buenos Aires) ist ein argentinischer Musiker und Tango-Komponist. Er ist Vertreter des Tango Nuevo.

## Werdegang
Borda studierte Harmonielehre und Komposition bei Osvaldo Lupi und Alberto Coronato. Er spielte im Quintett des Bandoneonisten Rodolfo Mederos und nahm im Alter von siebzehn Jahren das erste Album mit der Band Ave Rock auf. 1982 gründete er eine eigene Band, das Luis Borda Trio, mit dem er zwei Alben einspielte und Tourneen durch Argentinien unternahm. 1984 erweiterte er das Ensemble zum Luis Borda Quinteto, mit dem er erstmals auch in Deutschland, Österreich und den Niederlanden auftrat. Seine Schwester ist die Tangosängerin Lidia Borda.
Von 1994 bis 1995 produzierte er die CD De Madrugada des Tango-Sängers Luis Cardei. Seit 1996 lebt Borda in Deutschland, von wo aus er mit dem neu besetzten Quintett Auftritte bei verschiedenen europäischen Festivals absolvierte und mehrere CDs einspielte.
Daneben trat Borda auch als Komponist hervor. In den 1990er Jahren erschienen Partituren von ihm  im Tonos Verlag, und er komponierte die Musik zum Film 12 Tangos - Adios Buenos Aires (2005) von Arne Birkenstock.
2010 produzierte und arrangierte er die CD von Lidia Borda: "Manzi, Caminos de Barro y Pampa".

## Diskographie
- Ave Rock, 1972
- Buenas Noches Paula Rodolfo Mederos
- Trialogo
- Danza Primera
- Entre sueños Lidia Borda / Acqua Records 2010 (Als Arregeur und Gitarrist)
- De Madrugada Luis Cardei (als Produzent), 1994–95
- Línea Tango, 1995
- Nouveau Tango, 1996
- Adiós Buenos Aires, 1999
- Hecho, 2004
- Orientación (mit Roman Bunka und Jost-H.Hecker), Enja 2005
- 12 Tangos (Soundtrack zum gleichnamigen Film), 2005
- El Alba (mit seiner Schwester Lidia Borda, Ramiro Gallo, Julio Pane u. a.), 2006
- El Último Aplauso als Produzent, 2007(Soundtrack zum gleichnamigen Film), 2005
- Chicas de Otros Barrios, Enja Records 2008 / Acqua Records 2009
- Manzi, Caminos de Barro y Pampa, Lidia Borda / Acqua Records 2010 (Als Arregeur und Gitarrist)
- Tangos Brujos, Luis Borda / Galileo MC 2013 (Solo-Gitarre)
- Tango Air, Luis Borda: Gitarre / Jessica Kuhn: Violoncello 2014.

## Film Musik
- 12 tangos, Adiós Buenos Aires, Regie: Arne Birkenstock 2005
- Der Letzte Applaus, Regie: German Kral 2007
- ich habe es dir nie erzählt, Regie: Johannes Fabrik 2011